# Delma nasuta
Delma nasuta is een hagedis die behoort tot de gekko's en de familie heuppotigen (Pygopodidae).

## Naam en indeling
De wetenschappelijke naam van de soort werd voor het eerst voorgesteld door Arnold Girard Kluge in 1974. De soortaanduiding nasuta betekent vrij vertaald 'neus' en verwijst naar de opmerkelijke vorm van de snuitpunt.

## Uiterlijke kenmerken
Delma nasuta bereikt een kopromplengte van ongeveer elf centimeter en de staart wordt ongeveer even zo lang. Op het midden van het lichaam zijn zestien rijen schubben in de lengte aanwezig. Door de kleur en omdat deze soort geen duidelijke poten heeft lijkt het dier enigszins op de in Nederland en België voorkomende hazelworm (Anguis fragilis), maar is geen familie. Delma nasuta heeft relatief grote ogen en een langwerpige en spitse snuit.
De lichaamskleur is egaal bruin tot roodbruin met een lichtere buik. Op de kop zijn geen donkere vlekken aanwezig, wat een belangrijk verschil is met gelijkende soorten. Het lichaam is relatief dun, de positie van de vroegere poten valt nog af te lezen aan de van vergrote schubben voorziene flapjes die deze plekken aangeven. Door het lenige lichaam lijkt de hagedis sprekend op een slang en wordt hier vaak mee verward.

## Levenswijze
Tijdens de schemering begint de hagedis naar voedsel te zoeken. Op het menu staan voornamelijk insecten maar soms worden ook kleine hagedissen buitgemaakt die meestal over de bodem worden beslopen. De hagedis is in koelere delen van het jaar overdag actief, terwijl in de hetere perioden het dier juist nachtactief is.

## Verspreiding en habitat
De soort komt endemisch voor in delen van Australië en leeft in de staten Noordelijk Territorium, Queensland, West-Australië, Zuid-Australië. De habitat bestaat uit droge tropische en subtropische graslanden en hete woestijnen.

## Beschermingsstatus
Door de internationale natuurbeschermingsorganisatie IUCN is de beschermingsstatus 'veilig' toegewezen (Least Concern of LC).